# Омега Козерога
Омега Козерога (ω Cap, ω Capricorni) — звезда в созвездии Козерога. Имеет традиционное название Батен Альгеди (Baten Algiedi).
Омега Козерога является красным гигантом спектрального класса M, видимая звёздная величина равна +4,12. Считается переменной звездой, поскольку проявляет регулярные флуктуации (колебания) светимости и абсолютной звёздной величины. Располагается примерно в 630 световых годах от Солнца.

## Китайское название
В китайском языке название 天田 (Tiān Tián) носит астеризм, состоящий из звёзд ω Козерога, 3 Южной Рыбы, 24 Козерога и ψ Козерога. Омега Козерога имеет название 天田二 (Tiān Tián èr).